# Wacław Grodziecki

Mapa Grodzieckiego w atlasie Orteliusa

Wacław Grodziecki, lub Grodecki (ur. ok. 1535 w Grodźcu, zm. 1591) – duchowny katolicki, kanonik wrocławski, ołomuniecki i brneński, kartograf.

## Życiorys
Wywodził się z rodu Grodzieckich herbu Radwan. Urodził się w Grodźcu na Śląsku Cieszyńskim jako syn Macieja Grodzieckiego z Brodów, starosty cieszyńskiego, i Heleny Starowiejskiej. W latach 1550–1555 studiował w Akademii Krakowskiej matematykę i filozofię. W 1556 r. wyjechał na dalsze studia na uniwersytet do Lipska. Prawdopodobnie w 1558 r. wyjechał do Rzymu, gdzie przebywał już jego brat Jan. W 1561 r. przez Pragę wrócił do Krakowa. Tu w 1564 r. ukończył studia z dyplomem magistra sztuk wyzwolonych.
Wkrótce po ukończeniu studiów objął stanowisko kanonika w kapitule wrocławskiej, odstąpione mu przez brata Jana, który przeniósł się na Morawy. Po kilku latach Jan ściągnął brata do Ołomuńca, zabezpieczając mu kanonię w tutejszej kapitule i stanowisko dziekana kolegiaty brneńskiej. W Brnie obaj bracia doprowadzili do utworzenia kolegium jezuickiego. W 1572 r., po objęciu biskupstwa ołomunieckiego, Jan przekazał również Wacławowi funkcje scholastyka ołomunieckiego i prepozyta brneńskiego. W 1574 r. po śmierci brata Wacław zrezygnował z dwóch ostatnich funkcji, wiążąc się już na stałe z Brnem. Żył skromnie, nie angażując się w rozgrywki kościelnej hierarchii.
Podczas pobytu w Lipsku Wacław Grodziecki opracował znaną mapę Polski, wydaną ok. 1562 r. w Bazylei. Mapę wraz z indeksem do niej i rozprawką Melanchtona o pochodzeniu Słowian Grodziecki dedykował królowi Zygmuntowi Augustowi. W rzeczywistości mapa Grodzieckiego stanowiła pomniejszony i niewiele zmieniony fragment wcześniejszej wielkiej (podziałka ok. 1:1 000 000) mapy Bernarda Wapowskiego, wydrukowanej w 1526 r. w Krakowie w drukarni Unglera. Ponieważ prawie cały nakład map Wapowskiego spłonął w czasie pożaru Krakowa w 1528 r., dzieło Grodzieckiego uchodziło przez długi czas za najlepszą mapę ziem polskich. Była często wznawiana i przerabiana, a swą popularność zawdzięcza m.in. zamieszczeniu jej w atlasie Theatrum Orbis Terrarum Abrahama Orteliusa z 1570 r.
W 1570 r. ze swoimi braćmi Janem i Henrykiem dokonał podziału majątku pozostawionego przez ojca. W 1573 r. Henryk sprzedał Grodziec Janowi i Wacławowi.